# 古淵
古淵（こぶち）は、神奈川県相模原市南区の町名。現行行政地名は古淵一丁目から古淵六丁目。住居表示実施済区域。また元は同市の大字名であった。

## 地理
相模原市南区の北端に位置する。北から東にかけて流れる境川に沿った都県境を挟んで東京都町田市の木曽東および森野に隣接し、南西側は国道16号を境に南区の大野台、西大沼、東大沼に、南東側は同区の鵜野森に、北西側は中央区の東淵野辺に接する。
区域内を神奈川往還およびJR東日本横浜線が貫通し、横浜線上に古淵駅が設けられている。
境川沿いに段丘崖が伸び、その間にわずかに幅の狭い低地がある。当区域の大部分に当たる段丘崖南西側はほとんど平坦な相模原台地の一部となる。古くからの集落は段丘崖付近に分布し、また神奈川往還沿いに路村形態の集落が形成されていた。境川沿いの低地に水田が開かれることもあったがごく狭く、台地上の大部分は畑として利用された。
市街地から離れていたことから、1944年（昭和19年）に鵜野森との境界に接する新淵（現・古淵五丁目）に、当時の相模原町により町営火葬場が設けられた。市制施行後も市営火葬場として営業が続けられたが、1960年代に入って人口急増による利用増加と簡便すぎる施設の老朽化から新たな火葬場の建設が必要となった。その際に、市内何か所かの候補地のうち「将来的にも住宅地が進出する可能性が低く隔絶された地域」として古淵の従来地が選ばれ、現在の相模原市営斎場が建設された。さらに生活形態の変化とともに発展した民間の葬祭業者による斎場が周辺に立地するようになった。
1988年に古淵駅が開業するまでは、最寄りの各駅（淵野辺駅、町田駅、相模大野駅）のいずれからも離れた位置にあったため市街化の波及は遅れたが、古淵駅の開業に合わせて同駅周辺で区画整理事業が行われ、古淵駅開業後は事業対象外の区域も含めて急速に宅地化が進んだ。

国道16号沿いでも、ちょうど相模大野駅の駅勢圏と淵野辺駅以北の横浜線各駅の駅勢圏の中間にあることから開発は緩慢であったが、1993年（平成5年）には古淵駅周辺の区画整理事業に合わせて国道16号沿いに大型ショッピングセンターが開設されることになり、昭和シェル石油グラウンド跡地にはジャスコ相模原ショッピングセンター（現：イオン相模原ショッピングセンター）が、隣の王子製紙相模原グラウンド跡地にはイトーヨーカドー古淵店が出店した。これを契機に国道沿いにはトイザらス（単独店舗を経て、現在はニトリモール相模原に入居）などのロードサイド店舗の出店が相次ぎ、また古淵駅との間にも多くの店舗が集積し、周辺の相模原市内に加えて、境川を挟んだ東京都町田市中部も商圏とする地域の商業地として急速に発展している。

### 河川
- 境川 - 東京都町田市との都県境付近を流れる。

### 地価
住宅地の地価は、2023年（令和5年）1月1日の公示地価によれば、古淵1-24-7の地点で20万2000円/m2、古淵5-1-12の地点で20万2000円/m2となっている。

## 歴史
元は相模国高座郡淵野辺村の一部。1889年（明治22年）の町村制施行のための明治の大合併で淵野辺村が鵜野森村ほか3村 と合併して高座郡大野村となると、大野村の大字淵野辺の一部となった。神奈川往還に沿って並ぶ旧村のちょうど真ん中に位置することから下長久保（現・古淵三丁目）に村役場が置かれ、村の行政中心となった。現在この区域に「大野」を称する施設が多いのはこのことによる。しかし近隣に鉄道の駅が設けられなかったことから、それ以上の発展は見られなかった。
1941年（昭和16年）に大野村が上溝町、座間町ほか5村と合併して高座郡相模原町となると大野村役場は同町の大野出張所となり、のち大野支所、大野中支所などを経て、2010年（平成22年）の相模原市の政令指定都市移行により同市の南区役所大野中まちづくりセンターとなった。
相模原町の発足に合わせて大字淵野辺の南部が分離して大字大沼が新設された。当区域では神奈川往還以南の部分（現二丁目・三丁目の大部分および六丁目）が大字大沼の一部となった。さらに1952年（昭和27年）には神奈川往還以北の部分も大字淵野辺から分離して大字古淵が新設された。前述のとおり、近隣の各駅から離れていたために市街化の波及は遅れたが、1960年代後半には現在の四丁目・五丁目の区域で宅地化が進行した。
1991年（平成3年）、大字古淵と大字大沼の国道16号以北の大部分で住居表示が実施され（国道16号以南では実施済み）、古淵一丁目〜古淵五丁目が編成されて大字古淵が消滅した。さらに1997年（平成9年）には大字大沼として残存していた区域にも住居表示が実施されて古淵六丁目となり、大字大沼も消滅した。

## 世帯数と人口
2020年（令和2年）10月1日現在（国勢調査）の世帯数と人口（総務省調べ）は以下の通りである。
| 丁目       | 世帯数    | 人口     |
| ---------- | --------- | -------- |
| 古淵一丁目 | 1,109世帯 | 2,496人  |
| 古淵二丁目 | 934世帯   | 2,034人  |
| 古淵三丁目 | 1,027世帯 | 2,133人  |
| 古淵四丁目 | 1,000世帯 | 2,000人  |
| 古淵五丁目 | 682世帯   | 1,475人  |
| 古淵六丁目 | 418世帯   | 982人    |
| 計         | 5,170世帯 | 11,120人 |

### 人口の変遷
国勢調査による人口の推移。
| 年                 | 人口   |
| ------------------ | ------ |
| 1995年（平成7年）  | 7,494  |
| 2000年（平成12年） | 9,689  |
| 2005年（平成17年） | 10,767 |
| 2010年（平成22年） | 10,957 |
| 2015年（平成27年） | 11,004 |
| 2020年（令和2年）  | 11,120 |

### 世帯数の変遷
国勢調査による世帯数の推移。
| 年                 | 世帯数 |
| ------------------ | ------ |
| 1995年（平成7年）  | 2,807  |
| 2000年（平成12年） | 3,734  |
| 2005年（平成17年） | 4,340  |
| 2010年（平成22年） | 4,697  |
| 2015年（平成27年） | 4,819  |
| 2020年（令和2年）  | 5,170  |

## 学区
市立小・中学校に通う場合、学区は以下の通りとなる（2018年2月時点）
| 丁目       | 番地 | 小学校               | 中学校                 |
| ---------- | ---- | -------------------- | ---------------------- |
| 古淵一丁目 | 全域 | 相模原市立大野小学校 | 相模原市立鵜野森中学校 |
| 古淵二丁目 | 全域 | 相模原市立大野小学校 | 相模原市立鵜野森中学校 |
| 古淵三丁目 | 全域 | 相模原市立大野小学校 | 相模原市立鵜野森中学校 |
| 古淵四丁目 | 全域 | 相模原市立大野小学校 | 相模原市立鵜野森中学校 |
| 古淵五丁目 | 全域 | 相模原市立大野小学校 | 相模原市立鵜野森中学校 |
| 古淵六丁目 | 全域 | 相模原市立大野小学校 | 相模原市立鵜野森中学校 |

## 事業所
2021年（令和3年）現在の経済センサス調査による事業所数と従業員数は以下の通りである。
| 丁目       | 事業所数  | 従業員数 |
| ---------- | --------- | -------- |
| 古淵一丁目 | 55事業所  | 602人    |
| 古淵二丁目 | 179事業所 | 2,759人  |
| 古淵三丁目 | 120事業所 | 1,501人  |
| 古淵四丁目 | 30事業所  | 149人    |
| 古淵五丁目 | 29事業所  | 152人    |
| 古淵六丁目 | 47事業所  | 648人    |
| 計         | 460事業所 | 5,811人  |

### 事業者数の変遷
経済センサスによる事業所数の推移。
| 年                 | 事業者数 |
| ------------------ | -------- |
| 2016年（平成28年） | 489      |
| 2021年（令和3年）  | 460      |

### 従業員数の変遷
経済センサスによる従業員数の推移。
| 年                 | 従業員数 |
| ------------------ | -------- |
| 2016年（平成28年） | 7,013    |
| 2021年（令和3年）  | 5,811    |

## 交通

### 鉄道
- 東日本旅客鉄道（JR東日本）

横浜線 ： 古淵駅

### 道路
- 国道16号（東京環状）
- 神奈川往還
- 古淵なつつばき通り

## 施設
行政
- 相模原市南区役所大野中まちづくりセンター
- 相模原市営斎場

教育
- 小学校
  - 相模原市立大野小学校

警察
- 相模原南警察署
- 相模原南警察署 古淵駅前交番
- 相模原南警察署 大野交番
- 神奈川県警察国道16号相模原車輌検問所

消防
- 相模原市消防局大沼分署

商業

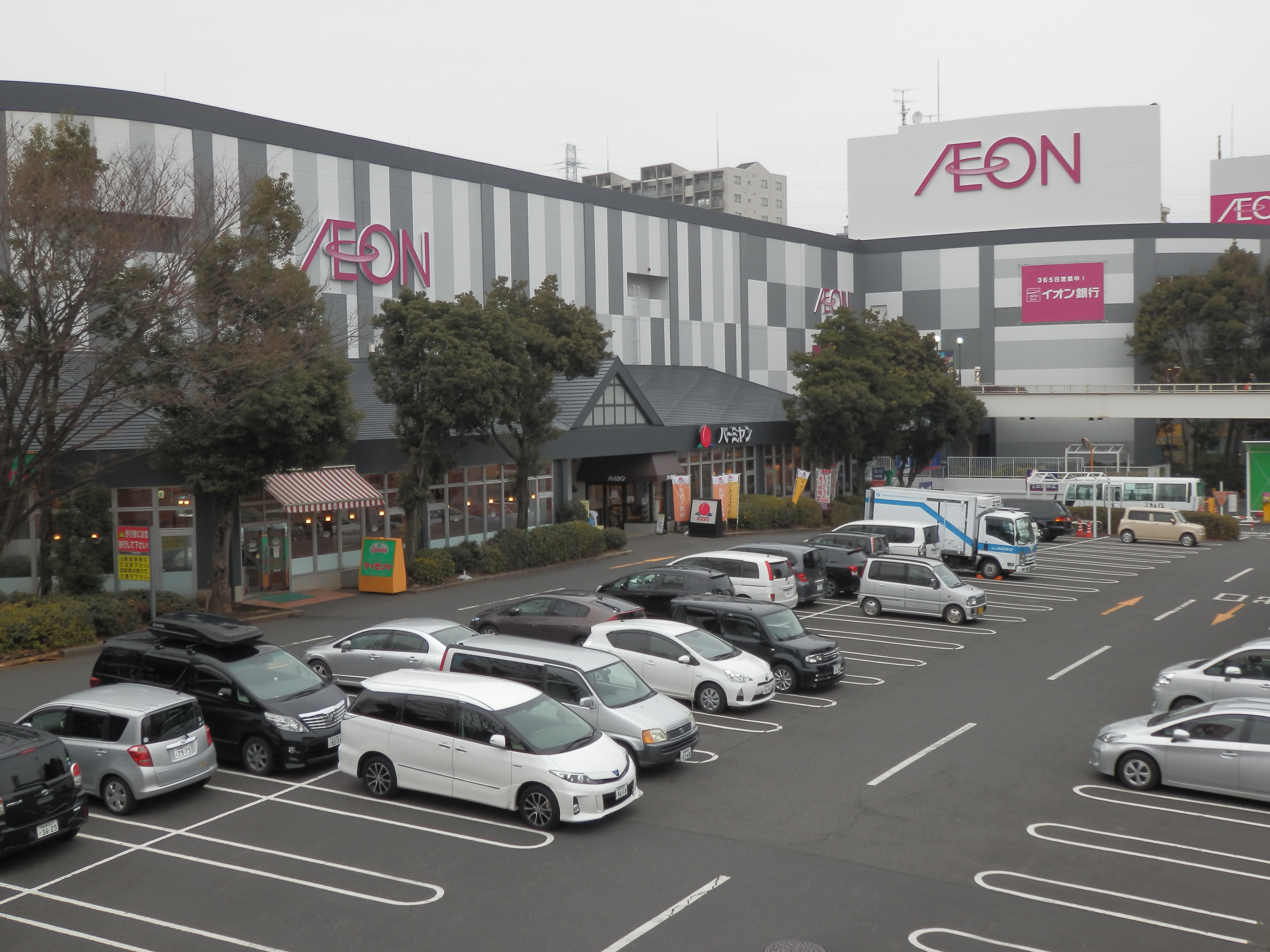
イオン相模原ショッピングセンター

- イオン相模原店（イオン相模原ショッピングセンター）

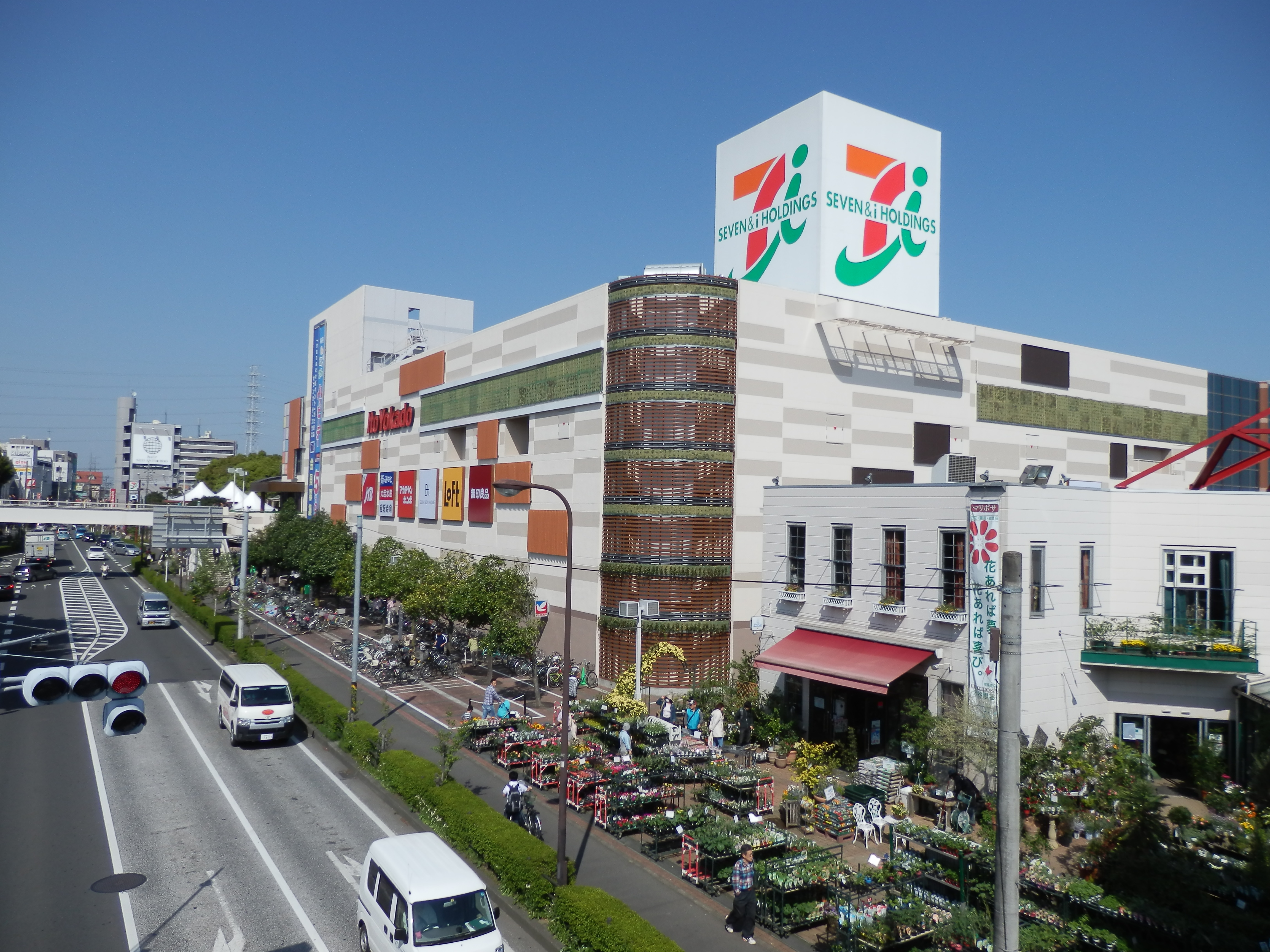
イトーヨーカドー古淵店

- イトーヨーカドー古淵店（王子ショッピングセンター）
- 島忠 ホームズ相模原店
- マツモトキヨシ古淵駅前店
- ツルハドラッグ古淵店
- ウエルシア相模原古淵店
- スギ薬局相模原古淵店
- クリエイトSD相模原古淵店

ホテル
- アパホテル相模原古淵駅前

郵便局
- 相模原古淵郵便局

銀行
- 横浜銀行古淵支店
- きらぼし銀行古淵支店

農業協同組合
- 相模原市農業協同組合（JA相模原市）大野支店

寺院・神社
- 鹿嶋神社

## その他

### 日本郵便
- 郵便番号 : 252-0344[3]（集配局 : 座間郵便局[18]）。